# Eucalyptus incrassata
Espèce
Eucalyptus incrassata est une espèce de plantes à fleurs de la famille des Myrtaceae.

## Liste des sous-espèces et variétés
Selon Tropicos (31 janv. 2013) :
- sous-espèce Eucalyptus incrassata subsp. angulosa (Schauer) F.C.Johnstone & Hallam
- sous-espèce Eucalyptus incrassata subsp. costata (F. Muell.) F.C.Johnstone & Hallam
- variété Eucalyptus incrassata var. angulosa (Schauer) Benth.
- variété Eucalyptus incrassata var. conglobata (Benth.) Maiden
- variété Eucalyptus incrassata var. costata (F. Muell.) N.T. Burb.
- variété Eucalyptus incrassata var. dumosa (A. Cunn. ex Oxley) Maiden
- variété Eucalyptus incrassata var. goniantha (Turcz.) Maiden
- variété Eucalyptus incrassata var. grossa (F. Muell. ex Benth.) Maiden
- variété Eucalyptus incrassata var. protrusa J.M. Black